# Georg Würsch
Georg Würsch, noto anche come Georg Wyrsch o Jörg Würsch (Emmetten?, prima menzione 1534 – dopo il 28 novembre 1571), è stato un giudice e politico svizzero.

## Biografia
Menzionato per la prima volta nel 1534, fu diverse volte giudice tra il 1534 e il 1571. Di religione cattolica, ricoprì diversi incarichi politici, tra cui balivo della Riviera tra il 1538 e il 1539, commissario a Bellinzona tra il 1540 e il 1541 e  per quattro volte Landamano di Nidvaldo nel 1556, 1562, 1566 e 1571. Nel 1546 fu rappresentante di Beckenried nel processo sulle prebende intentato contro Buochs di fronte al vescovo di Costanza. Fu delegato alle conferenze di Uri, Svitto e Nidvaldo a Brunnen nel 1551 e nel 1562, a quelle di Uri, Untervaldo e Zugo ad Altdorf nel 1559 e infine nel 1561 alla Dieta dei cantoni protettori preposta alla revisione annuale dei conti dell'abbazia di Engelberg a Engelberg. A partire dal 1566 fece parte della corporazione comunale di Stans. Visse almeno fino al 28 novembre 1571, anno della sua ultima elezione a Landamano.